# 2-й Гранітний провулок (Житомир)
2-й Гранітний провулок — провулок в Богунському районі міста Житомира.

## Характеристики
Розташований на Мальованці, на теренах Закам'янки. Провулок протяжністю 400 м. Бере початок з Чуднівської вулиці, прямує на північний схід, затим повертає на північ, де завершується перехрестям з Радивілівською вулицею.

## Історія
Траса провулка сформувалася до початку ХХ століття. Частина провулка до повороту на північ формувалася як запроєктована генеральними планами середини ХІХ століття вулиця Олексіївська, яка мала з'єднати Андріївську вулицю (нині Чуднівська) з Набережною річки Кам'янки (нині Мальованська набережна), однак не відбулася через хаотичну забудову місцевості.
Забудова провулка почала формуватися наприкінці ХІХ століття; до середини ХХ століття переважно сформувалася.
З 1958 року має чинну назву.